# Legg Mason Building
Legg Mason Building – wieżowiec w Baltimore, w stanie Maryland, w Stanach Zjednoczonych, o wysokości 161,2 m. Budynek został otwarty 1973 i liczy 40 kondygnacji.